# Longuerue-Inseln
Die Longuerue-Inseln (englisch: Longuerue Islands) sind eine Gruppe von sechs Inseln, die im Süden des Huongolfs liegen und zur Provinz Morobe gehören. Die Inseln sind nördlich der Küste Neuguineas vorgelagert, von der sie durch die Royle Strait getrennt liegen.

## Geographie
Die Longuerue-Inseln sind die nördlichste von drei Inselgruppen, die der Morobe Küste vorgelagert sind. Im Osten bzw. Südosten schließen sich die Fliegen-Inseln (englisch: Fly Islands) sowie weiterhin die Zerstreuten Inseln (englisch: Straggling Islands) an. Die größte Insel der Gruppe ist Lasanga Island (11,29 km²). Südlich liegt Surgurd Island. Nördlich von Lasanga Island befinden sich die Inseln Zumbale Island, Musik Island, Batteru Island und schließlich am weitesten nördlich Jawani Island. Während Lasagna überwiegend von Flachland und andesitischen Erhebungen sowie von Korallenkalken geprägt ist, sind die übrigen Inseln felsig und weisen keine Korallenriffe auf. Alle Inseln zeigen eine üppige Vegetation. Die Inseln sind unbewohnt.

## Geschichte
Von Lasanga Island ist bekannt, dass diese 1797 von dem französischen Seefahrer d’Entrecasteaux entdeckt wurde. Ende des 19. Jahrhunderts war die Insel Teil der Deutschen Schutzgebiete in der Südsee.
Während des Ersten Weltkriegs wurde das Gebiet 1914 von Australien übernommen und war Teil des australischen Verwaltungsmandats für den gesamten Bismarck-Archipel durch den Völkerbund und nach dessen Auflösung durch die Vereinten Nationen.
Im Zweiten Weltkrieg wurde die Umgebung der Insel ab Dezember 1942 von Japan besetzt. 1949 fiel das Gebiet wieder an das australische Verwaltungsmandat, bis Papua-Neuguinea 1975 unabhängig wurde.

## Inseln
| Inselname      | Fläche (km²) | Höhe in m | Geokoordinate        |
| Jawani Island  | >1           | unbekannt | 7° 21′ S, 147° 12′ O |
| Batteru Island | 1            | unbekannt | 7° 21′ S, 147° 13′ O |
| Musik Island   | >1           | unbekannt | 7° 23′ S, 147° 13′ O |
| Zumbale Island | 1            | unbekannt | 7° 23′ S, 147° 15′ O |
| Lasanga Island | 11,29        | 283       | 7° 25′ S, 147° 15′ O |
| Surgurd Island | 0,8          | 14        | 7° 26′ S, 147° 18′ O |